# Gabrielle Maurion (Maurion-Vidal)
Gabrielle Maurion, puis Gabrielle Maurion-Vidal, née le 21 juin 1905 au Havre et morte le 30 décembre 1987 dans le 3e arrondissement de Paris, est une sculptrice et médailleuse française.

## Biographie
Née au Havre le 21 juin 1905, dans une dynastie de dentistes, Gabrielle Marie Louise Maurion entre à l'école nationale supérieure des Beaux-arts de Paris dans l'atelier de sculpture de François Sicard. Elle fait alors la connaissance de Paul Belmondo qui fait d'elle , en 1925, un buste en plâtre Mademoiselle Gabrielle qu'il reprendra en pierre en 1960.
Elle commence à exposer au salon en 1928.
En 1932, elle collabore à la manufacture nationale de Sèvres  et produit un grès tendre Premiers pas.
Faisant partie de la 9e promotion (1937-1938) de la Casa de Velázquez, elle séjourne au Maroc et découvre l'Afrique où elle fait ensuite de nombreux séjours.
 Elle expose alors aux salons de la Société coloniale des artistes français.
Pendant la deuxième guerre mondiale, elle rejoint les forces françaises libres et intègre l'aviation comme aspirant.

En 1949 , elle épouse Henri Vidal (architecte) spécialiste de l'architecture religieuse et collabore à la décoration de plusieurs églises.
Commence alors sous le nom de Maurion-Vidal sa production de médailles.
En 1951, elle offre à la ville du Havre un buste en bronze du poète havrais Robert Le Minihy de La Villehervé copie du modèle de 1921 de Raoul Verlet détruit par les bombardements alliés.
En 1974 elle achète au Havre un fond de teinturier, bonneterie. Elle meurt à Paris le 30 décembre 1987.

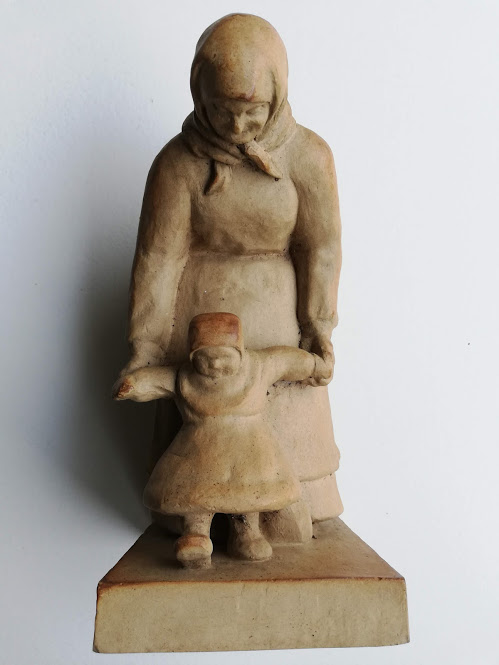
Premiers pas, grès tendre 1932
Manufacture de Porcelaine de Sèvres

## Expositions
- Salon 1928
- Salon 1929
- Salon 1930 Ibis
- Salon 1931 Le Chat bronze, cire perdue de Susse frères
- Salon 1932 Le père de Foucauld
- Salon 1934 Claude Monet

## Musées
- Musée du Quai Branly - Jacques-Chirac, Paris Buste de Saint-Louis (1936)

## Statues
- Statue de Saint-Louis, Hôpital des Quinze-Vingts, Quartier du Bel-Air Paris
- Vierge à l'enfant, Notre-Dame des Noues de Franconville
- Chemin de croix, église paroissiale Saint-Gorgon Aumetz

## Médailles
- Sainte-Rita de Cascia blessée (1966)
- David (1970)
- Le Croisé plaquette
- Saint Edouard d'après la Tapisserie de Bayeux
- Saint Guillaume duc d'Aquitaine
- Victoire Rasoamanarivo
- Saint Côme et Saint Damien
- Le père Kolbe(1973)